# Ang Dalawang Mrs. Real
Ang Dalawang Mrs. Real es una serie de televisión filipina transmitida por GMA Network desde el 2 de junio de 2014 hasta 19 de septiembre de 2014. Está protagonizada por Maricel Soriano, Dingdong Dantes y Lovi Poe.

## Elenco

### Elenco principal
- Maricel Soriano como Millette Gonzales-Real
- Dingdong Dantes como Anthony Real
- Lovi Poe como Sheila Salazar-Real

### Elenco secundario
- Coney Reyes como Sonia Real
- Robert Arevalo como Henry Gonzales
- Celeste Legaspi como Aurora Gonzales
- Tommy Abuel como Justino Salazar
- Jaime Fabregas como Jun Real
- Susan Africa como Salome Salazar
- Alessandra De Rossi como Sandy Alegre
- Rodjun Cruz como Allan Real
- Marc Justine Alvarez como Tonton Real
- Marc Abaya como Vincent Dumlao
- Dominic Roco como Daniel "Dado" Salazar
- Diva Montelaba como Liza Estrella-Salazar
- Maricel Morales como Dona Soledad Guerrero-Canaveral